# Pattinaggio corsa

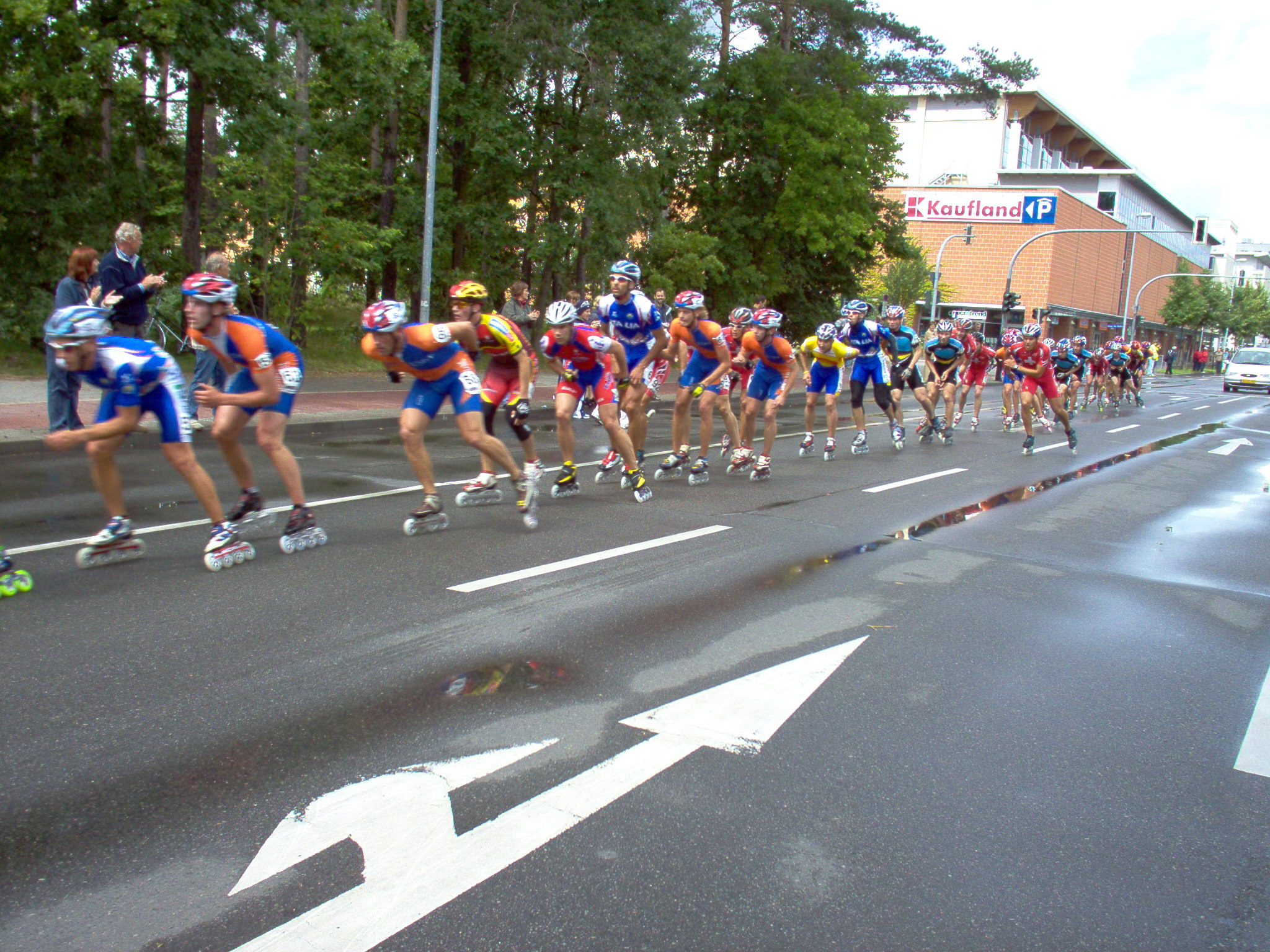
Una fase della maratona ai Campionati europei di Jüterbog 2005

Il pattinaggio corsa è una specialità del pattinaggio a rotelle regolamentata a livello internazionale, da World Skate, che in passato prendeva il nome di Fédération Internationale de Roller Sports. In Italia fa capo alla Federazione Italiana Sport Rotellistici.
Con declino e la scomparsa nelle competizioni dei pattini tradizionali (pattini a rotelle) dovuto all'utilizzo dei pattini in linea, il pattinaggio corsa è di fatto pattinaggio di velocità in linea. Peraltro la denominazione pattinaggio corsa non sta più oggi ad indicare l'uso di pattini tradizionali, ma è l'unica e usata in primis dalla Federazione stessa per l'insieme della specialità di corsa (o velocità, che dir si voglia) in cui l'attuale attrezzo esistente è il pattino in linea.

## Storia
Il pattinaggio si sviluppa inizialmente su ghiaccio, in Olanda prima del 1400
 e vi viene praticato nei secoli successivi come modalità per spostarsi sui diffusi acquitrini e paludi ghiacciate (una profonda bonifica a polder dei Paesi Bassi avverrà solo a partire dal 1600) e per gli scopi più vari.
Che i primi pattini con ruote risalgano al 1733 per opera dell'olandese Hoans Brinker — seppur sia così indicato da numerosi articoli in rete e non —  è una leggenda non supportata da fonti storiche. Vi è inoltre un'assonanza sospetta coll'Hans Brinker della novella di fantasia Pattini d'argento della scrittrice statunitense Mary Mapes Dodge. Gli stessi olandesi hanno alimentato la falsa credenza che sia realmente esistito a fini turistico-commerciali.
È accertato che pattini a rotelle furono usati in uno spettacolo teatrale londinese del 1743, ma senza notizie sul loro inventore.
L'olandese John Joseph Merlin è quindi accreditato come primo inventore e utilizzatore dei pattini in linea da lui stesso realizzati dopo il 1760, anno in cui si trasferisce a Londra.
I pattini con rotelle disposte "a quadrato", funzionalmente simili a quelli moderni perché dotati di sterzi, si devono allo statunitense James Leonard Plimpton che li brevetta nel 1863. Nei decenni seguenti si assiste al successo dell'attrezzo che si diffonde come svago alla moda.
I pattini in linea sono perciò anteriori a quelli tradizionali (ossia quelli dotati di rotelle cilindriche) ma verranno perfezionati e diventeranno popolari solo a partire dal 1981 per opera dei fratelli Olson creatori dell'azienda Rollerblade.
Il primo campionato italiano di pattinaggio corsa si svolge nel 1911. La Fédération Internationale de Roller Sports (oggi World Skate) che governa le varie specialità del pattinaggio viene fondata nel 1924. La prima competizione internazionale di velocità risale al 1937.
Sino all'anno 1991 tutte le gare di velocità si svolgevano con pattini tradizionali (quad). Nel 1992 le competizioni statunitensi prevedevano alcune gare "open", aperte anche ai pattinatori in linea. Sino al 1993 si sono comunque continuate a organizzare gare riservate ai soli quad. Nel 1994 tutti i titoli mondiali venivano aperti ai due tipi di pattini, portando di fatto all'estinzione del pattino tradizionale nella corsa. A tutt'oggi non ha quindi più senso una distinzione tra pattinaggio corsa (tradizionale) e pattinaggio di velocità in linea, tant'è che la stessa Federazione ha riadottato per tutta la specialità l'antica denominazione di pattinaggio corsa.

## Categorie
Nel pattinaggio le categorie vengono suddivise per sesso
ed età
| Categoria      | Anni                                                                             | M o F |
| -------------- | -------------------------------------------------------------------------------- | ----- |
| Giovanissimi   | Atleti che compiono 7 - 8 - 9 anni nell’anno sportivo in corso                   | M/F   |
| Esordienti     | Atleti che compiono 9 - 10 - 11 anni nell’anno sportivo in corso                 | M/F   |
| Ragazzi 12     | Atleti che compiono 12 anni nell’anno sportivo in corso                          | M/F   |
| Ragazzi        | Atleti che compiono 12 - 13 - 14 anni nell’anno sportivo in corso                | M/F   |
| Allievi        | Atleti che compiono 14 - 15 - 16 anni nell’anno sportivo in corso                | M/F   |
| Junior         | Atleti che compiono 16 - 17 - 18 anni nell’anno sportivo in corso                | M/F   |
| Senior         | Atleti che compiono 19 anni nell’anno sportivo in corso ed oltre                 | M/F   |
| Master Over 30 | Atleti di età compresa tra i 30 e i 39 anni compiuti nell’anno sportivo in corso | M/F   |
| Master Over 40 | Atleti di età compresa tra i 40 e i 49 anni compiuti nell’anno sportivo in corso | M/F   |
| Master Over 50 | Atleti di età compresa tra i 50 e i 59 anni compiuti nell’anno sportivo in corso | M/F   |
| Master Over 60 | Atleti che compiono 60 anni e oltre nell’anno sportivo in corso                  | M/F   |

## Specialità
Fino al 1992 la specialità del pattinaggio corsa era praticata utilizzando i pattini a rotelle (in inglese quad skates), ma dall'edizione di Roma 1992 dei Campionati mondiali di pattinaggio di velocità a rotelle (Roller Speed Skating World Championships) alcune distanze  si sono disputate con i pattini in linea (in inglese in-line skates o rollerblade) .
Di seguito si riassumono tutte le specialità che assegnano titoli (le stesse specialità sia maschili che femminili) ai campionati italiani, sia su strada (road) che su pista (track).

### Su strada
- Maratona (junior e senior)
- Mezza maratona (allievi)
- 80 m sprint (ragazzi 12 e ragazzi)
- 100 m sprint in corsia (allievi, junior e senior)
- 200 m sprint (ragazzi 12)
- 300 m sprint (ragazzi)
- 1 giro sprint (allievi, junior e senior)
- 2000 m a punti (ragazzi 12)
- 3000 m a eliminazione (ragazzi 12)
- 3000 m a punti (ragazzi)
- 5000 m a eliminazione (ragazzi)
- 5000 m a punti (allievi)
- 10000 m a eliminazione (allievi)
- 10000 m a punti (junior e senior)
- 15000 m a eliminazione (junior e senior)
- 1 giro team sprint (ragazzi, allievi e junior/senior)

### Su pista
- 1 giro crono atleti contrapposti
- 300 m sprint (ragazzi 12 e ragazzi)
- 500 m sprint (allievi, junior e senior)
- 1000 m sprint (allievi, junior e senior)
- 2000 m a punti (ragazzi 12)
- 3000 m a eliminazione (ragazzi 12)
- 3000 m a punti (ragazzi)
- 5000 m a eliminazione (ragazzi)
- 5000 m a punti (allievi)
- 10000 m a eliminazione (allievi, junior e senior)
- 10000 m punti ed eliminazione (junior e senior)
- 9 giri Americana (ragazzi)
- 3000 m Americana (allievi e junior/senior)